# Березина (Хмельницький район)
Березина́ — село в Україні, у Наркевицькій селищній територіальній громаді Хмельницького району Хмельницької області. Населення становить 14 осіб.

## З історії
Колишній орган місцевого самоврядування — Пахутинецька сільська рада.

## Голодомор в Березині
За даними різних джерел в селі в 1932—1933 роках загинуло близько 10 чоловік. На сьогодні встановлено імена 4. Мартиролог укладений на підставі поіменних списків жертв Голодомору 1932—1933 років, складених Пахутинецькою сільською радою. Поіменні списки зберігаються в Державному архіві Хмельницької області.
- Джигайло Юстин Микитович, 68 р., 1932 р., причина смерті від недоїдання
- Пастух Галина Василівна, 4 р., 1932 р., причина смерті від недоїдання
- Походощук Ананько Іванович, 1 р., 1932 р., причина смерті від недоїдання
- Франчук Євгенія Іванівна, 6 р., 1932 р., причина смерті від недоїдання